# Dieppe-sous-Douaumont
Dieppe-sous-Douaumont é uma comuna francesa na região administrativa de Grande Leste, no departamento de Meuse. Estende-se por uma área de 15,06 km². Em 2010 a comuna tinha 194 habitantes (densidade: 12,9 hab./km²).